# Macrocentrus papuanus
Macrocentrus papuanus är en stekelart som beskrevs av Embrik Strand 1911. Macrocentrus papuanus ingår i släktet Macrocentrus och familjen bracksteklar. Inga underarter finns listade i Catalogue of Life.